# Trichacis colombiana
Trichacis colombiana (лат.) — вид наездников рода Trichacis из подсемейства Platygastrinae (Platygastridae). Эндемик Колумбии (Южная Америка).

## Описание
Наездники мелкого размера. Длина тела около 2 мм. Основная окраска тела чёрная; основание усикового сегмента А1 у самок жёлтое, дистальная часть А1 коричневая; сегменты А2–А10 темно-коричневые; вершина и основание мандибул коричневые, остальные жёлтые; передняя нога жёлтая; средняя нога с вертлугом, бедро и вершинные 2/3 голени коричневые, в остальном жёлтые; задние ноги темно-коричневые; передние тазики коричневые; средние и задние тазики темно-коричневые; переднее крыло затемнено. Нижнечелюстные щупики 2-члениковые, нижнегубные щупики состоят из 1 сегмента. Формула голенных вершинных шпор 1-2-2. Лоб гладкий, на вершине мезоскутеллюма есть специализированная область с пучком волосков. Предполагается, что все представители рода Trichacis являются койнобионтными эндопаразитоидами личинок двукрылых галлиц (Diptera, Cecidomyiidae).

## Классификация и этимология
Вид был впервые описан в 2012 году энтомологами Таней Миленой Ариас-Пенной (Universidad Nacional de Colombia, Богота, Колумбия) и Любомиром Маснером (Agriculture and Agri-Food Canada, Оттава, Канада) по типовому материалу из  Колумбии (Южная Америка) и включён в состав рода Trichacis из подсемейства Platygastrinae (семейство Platygastridae). Название вида связано с местом нахождения типовой серии (Колумбия).